# Kliopsyllus holsaticus
Kliopsyllus holsaticus är en kräftdjursart som först beskrevs av Walter Klie 1929.  Kliopsyllus holsaticus ingår i släktet Kliopsyllus och familjen Paramesochridae. Arten är reproducerande i Sverige.

## Underarter
Arten delas in i följande underarter:
- K. h. longicaudatus
- K. h. varians
- K. h. holsaticus